# 伊里内奥波利斯
伊里内奥波利斯是巴西圣卡塔琳娜州的一个市镇。总面积591.29平方公里，总人口9713人，人口密度16.4人/平方公里。